# Gorden Kaye
Gordon Fitzgerald Kaye, conhecido por Gorden Kaye (Huddersfield, 7 de abril de 1941 — 23 de janeiro de 2017) foi um ator inglês.

## Trabalho mais conhecido como ator
Ficou mais conhecido como ator pelo seu trabalho na série cómica 'Allo 'Allo!, onde interpretava a personagem René Artois.

## Biografia
Quando era novo, jogava na Liga de Rugby pelo Moldgreen ARLFC, antes de ir estudar em Almondbury, na King James's Grammar School, mesmo ao lado da sua terra natal.
Após a primeira aparição em cena da peça Coronation Street, que fazia de Bernard Butler, sobrinho de Elsie Tanner em 1969, e mais tarde impressionou o produtor/escritor David Croft tendo papéis memoráveis em It Ain't Half Hot Mum, Are You Being Served? e Come Back Mrs. Noah. 
Croft ofereceu-lhe o papel principal de uma peça que tinha escrito, chamada de Oh, Happy Band!, mas Kaye estava indisponível e o papel foi para Harry Worth. Oh, Happy Band! acabou no final da primeira série, e em 1982, Croft mandou a Kaye o argumento do episódio piloto de 'Allo 'Allo! convidando-o para ser a personagem central de René Artois. Ele aceitou o papel tendo aparecido no papel por 85 vezes entre 1982 e 1992. Ao aceitar este papel fez com que ficasse bastante conhecido como ator.
Kaye é autor em 1989 da sua autobiografia Rene & Me: A Sort of Autobiography (ISBN 0-283-99965-9) juntamente com Hilary Bonner, em que descreve as suas experiências de juventude, como um rapaz timido e com excesso de peso.
Durante o periodo de trabalho em 'Allo 'Allo!, Kaye teve um acidente de carro no dia 25 de janeiro de 1990 e sofreu graves ferimentos. Apesar disso não se consegue lembrar detalhes do acidente, ele ainda tem a cicatriz na testa devido a um pedaço de madeira ter embatido no vidro dianteiro do carro (que se pode comprovar a partir da sétima temporada de 'Allo 'Allo! que o ator tem uma cicatriz enorme marcada na testa).
Quando recuperava de uma cirurgia realizada ao cérebro devido ao acidente, Kaye foi fotografado e entrevistado pelo jornalista Roger Ordish  do jornal Sunday Sport. O jornal foi processado por Kaye, mas apesar de não haver consenso quanto ao seu comportamento, o tribunal disse que a sua privacidade não tinha sido invadida – esta decisão foi diversas vezes referida como sendo o ponto mais baixo da Lei Inglesa da Privacidade.  .
Gorden Kaye regressou como René Artois em 2007 para reviver mais um episódio de 'Allo 'Allo!, foi na cidade de Brisbane na Austrália no Twelfth Night Theatre, em Junho e Julho, juntando velhos amigos; Sue Hodge como Mimi Labonq e Guy Siner como Tenente Gruber. As outras personagens foram interpretadas por diversos actores australianos, incluindo Katy Manning, Steven Tandy, Chloe Dallimore, Jason Gann, Tony Alcock e David Knijnenburg.
Participou na segunda tournée no Reino Unido da peça There's No Place Like a Home. 

## Morte
Gorden Kaye morreu em 23 de janeiro de 2017, aos 75 anos.